# اچ‌ام‌اس ساپفیر (۱۸۷۴)
اچ‌ام‌اس ساپفیر (۱۸۷۴) (به انگلیسی: HMS Sapphire (1874)) یک کشتی بود که طول آن ۲۲۰ فوت (۶۷٫۱ متر) بود. این کشتی در سال ۱۸۷۴ ساخته شد.